# Saint-May
Saint-May település Franciaországban, Drôme megyében. Lakosainak száma 31 fő (2022. január 1.). Saint-May Cornillon-sur-l’Oule, Montréal-les-Sources, Le Poët-Sigillat, Rémuzat, Sahune és Villeperdrix községekkel határos.

## Népesség
A település népessége az elmúlt években az alábbi módon változott:
| Lakosok száma | 49   | 49   | 44   | 47   | 42   | 41   | 39   | 35   | 33   | 31   |
|               | 1968 | 1982 | 1990 | 2006 | 2013 | 2015 | 2017 | 2019 | 2020 | 2022 |